# 根纳季·季姆琴科
根纳季·尼古拉耶维奇·季姆琴科（俄语：Геннадий Николаевич Тимченко，1952年11月9日—）俄罗斯寡头、亿万富翁，拥有俄罗斯、芬兰和亚美尼亚国籍。他建立并持有私人投资的伏尔加集团，从事对能源、交通和基础设施的投资。据估计，他在2021年4月时财产达195亿美元，在彭博亿万富翁指数上排第95位、全俄罗斯排名第6位。他还是大陆冰球联赛董事会主席、圣彼得堡SKA冰球俱乐部主席。
季姆琴科與俄羅斯總統弗拉基米爾·普京關係密切，他被認為是俄羅斯領導層核心圈子成員之一。2014年3月克里米亞地位公投之後，他被美國財政部列入特别指定国民和被封锁人员名單，制裁並凍結了他在美國持有的任何資產，禁止他進入美國。2022年2月22日，在俄羅斯宣佈承認烏克蘭東部頓涅茨克和盧甘斯克兩個分裂勢力的獨立並向該地部署軍隊後，英國也對其進行制裁。俄羅斯全面入侵烏克蘭之後，歐盟將其列入制裁名單。